# Bipi jezik
Bipi jezik (ISO 639-3: biq; sisi-bipi), austronezijski jezik admiralitetske skupine, zapadnomanuske podskupine, kojim govori 1 200 ljudi (1990 SIL) u selima Maso, Matahei i Salapai na otocima Bipi i Sisi u Papui Novoj Gvineji, provincija Manus.
Najsrodniji mu je Loniu [los].

## Vanjske poveznice
- (Ethnologue 14th)
- (Ethnologue 15th)